# Regola di Lipinski
La regola di Lipinski, detta anche regola del 5 di Lipinski o semplicemente regola del 5, è un algoritmo ideato dal ricercatore Christopher Lipinski nel 1997, che risulta importante per la progettazione e lo sviluppo di un farmaco.
È stata dedotta empiricamente analizzando l'immensa mole di informazioni accumulatesi dopo decenni di ricerca in campo farmacologico.
La regola di Lipinski è costituita da un insieme di requisiti da prendere in considerazione durante la selezione di una molecola destinata ad essere studiata come farmaco. Si basa su quattro fondamenti:
- la molecola non deve avere una massa molecolare maggiore di 500 Da (PM < 500). Se la molecola fosse voluminosa e pesante sarebbe difficilmente assimilabile dall'organismo ed incontrerebbe difficoltà nel processo di diffusione;
- non deve possedere nel suo scheletro più di 5 donatori di legami idrogeno. Troppi legami idrogeno rendono la molecola polare, impedendone la diffusione nelle parti lipofile (apolari) delle membrane cellulari;
- non deve possedere nel suo scheletro più di 10 accettori di legami idrogeno (solitamente atomi di ossigeno o azoto);
- la molecola deve avere un log (P) (il logaritmo del coefficiente di ripartizione ottanolo/acqua, il quale esprime una misura della liposolubilità della molecola) minore di 5 [log (P) < 5].

Tali requisiti risultano utili in campo farmacologico per ridurre il campo di indagine, diminuendo drasticamente il numero di molecole nelle quali ricercare un potenziale farmaco.
La regola del 5 risulta così essere di grande interesse ed estremamente efficace, oltre che facile da ricordare, riuscendo a semplificare notevolmente la problematica biochimica e fisiologica dell'attività farmacologica di una molecola. La regola di Lipinski affronta il problema della farmacocinetica semplificandola e riducendola a due soli concetti: assorbimento (sarà meglio assorbita se di piccole dimensioni) e permeazione (attraverserà meglio le membrane cellulari se non sarà troppo idrofila).